# Skynet Asia Airways
Skynet Asia Airways (Japans: スカイネットアジア航空株式会社, Sukainetto Ajia Kōkū Kabushiki-gaisha) is een Japanse low cost-luchtvaartmaatschappij met hoofdkantoor in Miyazaki. Als hub heeft de maatschappij de luchthaven van Miyazaki.

## Geschiedenis
De maatschappij werd op 3 juli 1997 opgericht in Fukuoka als Pan Asia Airlines. In augustus 1999 werd de naam veranderd naar Skynet Asia Airways. In september 2000 werd het hoofdkantoor verhuisd naar Miyazaki. In augustus 2002 ging de maatschappij van start met de lijn Miyazaki – Haneda (Tokio). In augustus 2003 werd de lijn Haneda (Tokio) - Kumamoto. In augustus 2005 opende men een derde lijn tussen Haneda (Tokio) – Nagasaki. Op 1 april 2006 sloot SNA een code sharing-overeenkomst af met ANA.

## Codes
- IATA Code: 6J
- ICAO Code: SNJ (SNA)
- Roepletter: Newsky

## Bestemmingen
- Haneda - Miyazaki Airport
- Haneda - Kumamoto Airport
- Haneda - Nagasaki Airport

## Vloot
- 8 Boeing 737-400

| Registratienummer | Type           | Serienummer | Motoren   | Maximum gewicht | In dienst  |
| ----------------- | -------------- | ----------- | --------- | --------------- | ---------- |
| JA737A            | Boeing 737-46Q | 29000       | CFM56-3C1 | 68.040          | 22/02/2002 |
| JA737B            | Boeing 737-46Q | 29001       | CFM56-3C1 | 68.040          | 22/02/2002 |
| JA737C            | Boeing 737-4H6 | 27086       | CFM56-3C1 | 62.823          | 31/07/2003 |
| JA737D            | Boeing 737-4H6 | 27168       | CFM56-3C1 | 62.823          | 01/08/2003 |
| JA737E            | Boeing 737-4Y0 | 26069       | CFM56-3C1 | 68.038          | 28/07/2004 |
| JA737F            | Boeing 737-43Q | 28492       | CFM56-3C1 | 68.040          | 28/07/2005 |
| JA737V            | Boeing 737-4MO | 29201       | CFM56-3C1 | 62.822          | 06/09/2006 |
| JA737W            | Boeing 737-4MO | 29202       | CFM56-3C1 | 62.822          | 09/08/2006 |